# Callithrix saterei
Callithrix saterei är en primat i släktet silkesapor som förekommer i Amazonområdet. Den tillhör undersläktet Mico som ibland godkänns som självständigt släkte.

## Utseende
Arten når en kroppslängd (huvud och bål) av 19,5 till 23 cm, en svanslängd av 34 till 36 cm och en vikt av 400 till 470 g. Pälsens färg är kring axlarna ljusare vad som liknar en mantel och det finns en tydlig gräns mot den mörkare pälsen på andra delar av bålen. I ansiktet förekommer bara några glest fördelade ljusa hår och även öronen är nästan nakna eller på baksidan täckta av korta hår. De har ingen tofs liksom hos flera andra silkesapor. På huvudets topp förekommer en trekantig fläck med gråbruna hår. Övriga delar av huvudet är täckta med krämvit päls. Den gråbruna pälsen på bålens bak bildas av hår som har flera ringar i olika nyanser av brun och grå. På låren och på angränsande områden är pälsen mera orange och dessutom förekommer på buken och på extremiteternas insida blek orange päls. Svansen har en svart färg.

## Utbredning, habitat och ekologi
Silkesapans utbredningsområde ligger mellan Rio Abacaxis och Rio Canumã i centrala Amazonområdet i Brasilien. Båda är högerbifloder till Rio Madeira. Arten lever i regnskogar och andra skogar med fast grund.
Callithrix saterei har allmänt samma levnadssätt som andra silkesapor.
Ungdjur fångas ibland för att hålla de som sällskapsdjur. Arten kan i viss mån anpassa sig till skogsbruk. IUCN listar den som livskraftig (LC).